# Bastion (psykoterapi)
Bastion i psykodynamisk psykoterapi och psykoanalys avser en tyst förmedveten överenskommelse mellan terapeut och patient att så att säga tala tyst om något. Det är en överenskommelse om att inte beröra ett visst område av den terapeutiska situationen. Detta sker då patientens och psykoterapeutens motstånd gör gemensam sak. Om en bastion förblir oupptäckt upphör den terapeutiska processen.
Genom att under bedömningssamtalen innan psykoterapi påbörjas överenskomma om tydliga ramar för terapin, och att terapeuten håller på dessa, minskar risken att bastioner uppstår.